# Apatoraptor
Apatoraptor (il cui nome significa "ladro Apate" o "ladro ingannatore") è un genere estinto di dinosauro oviraptoride caenagnathide vissuto nel Cretaceo superiore, circa 74 milioni di anni fa, nell'odierna Formazione Horseshoe Canyon, in Alberta. L'unica specie ascritta a questo genere è A. pennatus.

## Descrizione
L’Apatoraptor era un dinosauro di medie dimensioni, con una lunghezza di circa 2 metri (6,6 ft) per un peso di circa 180 kg. L'anatomia dell'animale non era molto diversa da quella di altri caenagnathidi, come Anzu e Chirostenotes: il corpo era fornito di un lungo collo che terminava con una piccola testa provvista in becco e una cresta ossea, le braccia erano lunghe e dotate di mani a tre dita artigliate, le gambe erano lunghe e slanciate mentre la coda era relativamente più corta. Tutto il corpo, come dimostrato da alcune tracce sulle ossa del braccio dell'animale, era ricoperto da uno strato di piume e protopiume, mentre sulle braccia e sulla coda erano presenti delle penne remiganti più elaborate.
Ciò che colpisce maggiormente gli scienziati è la forte muscolatura degli arti anteriori dell'animale. Essendo l'animale troppo pesante per il volo, e non potendo sollevare o afferrare pensati carichi con le braccia, si pensa che la sviluppata muscolatura dall'animale servisse per sostenere e muovere le piume presenti sulle braccia. Si pensa quindi che l'animale utilizzasse le lunghe penne delle braccia come display sessuale per attrarre le femmine. I forti muscoli delle braccia avrebbero quindi permesso all'animale di muovere e forse far vibrare o ondeggiare le penne delle braccia, come fanno oggi alcuni uccelli.

## Classificazione
L’Apatoraptor fa parte dell'infraordine degli Oviraptorosauria e della famiglia dei Caenagnathidae, inoltre si pensa possa essere un sister taxon di Elmisaurus rarus.

## Storia della scoperta
Nel 1993, a Drumheller in Alberta, tre chilometri ad ovest del Royal Tyrrell Museum, fu ritrovato uno scheletro di un dinosauro teropode. I fossili vennero identificati come appartenenti a una specie di dinosauro ornithomimide. La preparazione iniziò solo nel 2002 ma fu quasi subito abbandonata perché sembrava non ci fosse traccia del cranio, così il fossile venne di nuovo ricoperto di intonaco e archiviato. Solo nel 2008, il fossile fu riesaminato dai paleontologi, che lo considerarono come una specie nuova per la scienza.
Nel 2016, la specie tipo Apatoraptor pennatus è stata nominata e descritta da Gregory F. Funston e Philip John Currie . Il nome generico Apatoraptor deriva dal nome della dea greca della menzogna, Apate, e dalla parola latina raptor, "ladro", in riferimento alla vera identità del fossile, rimasta nascosta per anni. Il nome specifico pennatus fa riferimento al ritrovamento di papille ulnari (piccole protuberanze ossee sull'ulna), che indicano che l'animale possedeva penne sulle braccia.
L'olotipo, TMP 1993.051.0001, è stato trovato in uno strato della Formazione Horseshoe Canyon, risalente al Campaniano. È costituito da uno scheletro parziale provvisto di cranio. Il fossile al suo ritrovamento era in gran parte articolato ed è uno degli scheletri di oviraptorosauride più completi mai ritrovati. Lo scheletro comprende un osso palatino, la mandibola, un osso ioide, l'intera colonna vertebrale dell'animale, le costole, il cingolo scapolare destro, il braccio destro, la parte destra dello sterno, le costole ventrali, un ileo destro e un femore destro. Lo scheletro è stato studiato anche mediante la CAT-scan.

## Paleoecologia
L’Apatoraptor visse 74 milioni di anni, in quella che è oggi la Formazione Horseshoe Canyon, che all'epoca era un ambiente umido e paludoso e costiero simile a quello del delta del Mississippi, in Louisiana. L'animale condivideva questo habitat con altri grandi dinosauri come gli hadrosauridi Edmontosaurus, Saurolophus e Hypacrosaurus, il tirannosauride Albertosaurus, i ceratopsidi Anchiceratops e Pachyrhinosaurus e alcuni maniraptoridi. Secondo gli esperti l’Apatoraptor, probabilmente si comportava come un airone moderno vivendo lungo i corsi d'acqua, catturando piccole prede con il suo becco o con gli arti anteriori. Potrebbe addirittura essersi nutrito di piante acquatiche, anche se la sua dieta non doveva essere dissimile da quella di altri oviraptorosauri, che si nutrivano prevalentemente di i vegetali, piccoli animali e forse anche uova.